# Bahrains Grand Prix 2004
Bahrains Grand Prix 2004 var det tredje av 18 lopp ingående i formel 1-VM 2004.

## Rapport
Kvalet totaldomininerades av Ferrari igen, där Michael Schumacher tog sin tredje pole position i rad, fyra tiondelar före stallkollegan Rubens Barrichello. Bakom dessa placerade sig Williams-bilarna med Juan Pablo Montoya och Ralf Schumacher. BAR räckte inte till i kvalet mot varken Ferrari eller Williams och placerade sig som femma och sexa, där Jenson Button hade tre hundradelar upp på sin stallkamrat Takuma Sato. Jarno Trulli i Renault startade från sjunde rutan före Olivier Panis i Toyota. Även Panis stallkamrat Cristiano da Matta gjorde ett bra kval och startade som nia före David Coulthard i McLaren. Fernando Alonso i Renault fick starta från den sjuttonde startrutan efter en del grova missar under kvalificeringen. Kimi Räikkönen i McLaren valde han att inte genomföra sitt kvalvarv eftersom han hade bytt motor och då ändå skulle flyttas ner tio platser på gridden.
Starten blev smått dramatisk när Michael Schumacher låste upp sitt högra framhjul i första kurvan. Annars var Michael Schumacher och Barrichello ohotade loppet igenom och slutade som etta och tvåa. Montoya såg länge ut att ta hem tredjeplatsen tämligen problemfritt, men ett transmissionsproblem bara några varv från mål, gjorde att han slutade på trettonde plats. 
Istället blev det Jenson Button i BAR som tog den tredje pallplatsen. 
Trulli körde upp sig och slutade på fjärde plats. Sato slutade sexa efter en incident med Ralf Schumacher i början av loppet där de båda kolliderade. Ralf Schumacher snurrade av och fick besöka depån för kontroll av bilen men slutade trots detta på sjunde plats. Alonso tog sjätteplatsen tack vare en bra strategi efter att ha startat från den sjuttonde startrutan. 
Mark Webber i Jaguar tog lite överraskande åttondeplatsen och den sista poängen. 
Endast tre bilar bröt loppet, vilka två var McLarens. Kimi Räikkönen bröt loppet tidigt med ett stort rökmoln bakom sig.

## Resultat
1. Michael Schumacher, Ferrari, 10 poäng
2. Rubens Barrichello, Ferrari, 8
3. Jenson Button, BAR-Honda, 6
4. Jarno Trulli, Renault, 5
5. Takuma Sato, BAR-Honda, 4
6. Fernando Alonso, Renault, 3
7. Ralf Schumacher, Williams-BMW, 2
8. Mark Webber, Jaguar-Cosworth, 1
9. Olivier Panis, Toyota
10. Cristiano da Matta, Toyota
11. Giancarlo Fisichella, Sauber-Petronas
12. Felipe Massa, Sauber-Petronas
13. Juan Pablo Montoya, Williams-BMW
14. Christian Klien, Jaguar-Cosworth
15. Nick Heidfeld, Jordan-Ford
16. Giorgio Pantano, Jordan-Ford
17. Gianmaria Bruni, Minardi-Cosworth

### Förare som bröt loppet
- David Coulthard, McLaren-Mercedes (varv 50, pneumatik)
- Zsolt Baumgartner, Minardi-Cosworth (44, motor)
- Kimi Räikkönen, McLaren-Mercedes (7, motor)

## VM-ställning
| Förarmästerskapet 1. Michael Schumacher, Ferrari, 30 2. Rubens Barrichello, Ferrari, 21 3. Jenson Button, BAR-Honda, 15 | Konstruktörsmästerskapet 1. Ferrari, 51 2. Renault, 22 3. Williams-BMW, 19 · BAR-Honda, 19 |